# Szlak Żwakowski
Szlak Żwakowski – czarny znakowany szlak turystyczny w województwie śląskim. Przebiega przede wszystkim przez Katowice i Tychy na terenach leśnych. Położona jest na nim bazylika w Panewnikach.

## Przebieg szlaku
- Katowice
  - Piotrowice (PKP)
  - Zadole
  - Panewniki
  - Kokociniec
- Ruda Śląska (Radoszowy)
- Katowice
  - Wymysłów
  - Starganiec
- Mikołów (Jamna)
- Katowice
  - Zarzecze
  - Podlesie (PKP)
  - Zaopusta
- Tychy
  - Mąkołowiec
  - Wilkowyje
  - Żwaków
  - Paprocany